# Mohammad Khan Achakzai
Mohammad Khan Achakzai ou Muhammad Khan Achakzai (ourdou : محمد خان اچکزئی), né dans le district de Killa Abdullah dans les années 1930, est un économiste et homme politique pakistanais. Il devient gouverneur de la province du Baloutchistan le 11 juin 2013.
Membre du Pashtunkhwa Milli Awami (PMAP), il est issu d'une famille politique très active dans ce parti politique et sa province natale, le Baloutchistan. Son père Abdul Samad Khan Achakzai est un ancien militant en faveur de l'autodétermination des Pachtounes vivant au Pakistan, qui a fondé le PMAP avant d'être assassiné.

## Vie personnelle
Mohammad Khan Achakzai est né durant les années 1930 dans le village de Inayatullah Karez, situé dans le district de Killa Abdullah et la province du Baloutchistan. Il est issu d'une famille tribale pachtoune implantée dans le nord du Baloutchistan. Son père Abdul Samad Khan Achakzai, né en 1907, était un militant de la cause pachtoune et favorable à l'autodétermination de ce groupe ethnique, l'un des plus importants du Pakistan. Il a combattu contre les autorités coloniales britanniques puis pakistanaises après l'indépendance. Il a été emprisonné durant près de 35 années, avant de fonder son propre parti politique, le Pashtunkhwa Milli Awami (PMAP), puis d'être élu député de l'Assemblée provinciale du Baloutchistan. Il meurt assassiné en 1973.
Mohammad a deux petits frères : Mahmood Khan Achakzai né en 1948 et Hamid Khan Achakzai. Le premier est député fédéral de Quetta à l'Assemblée nationale et président du PMAP. Le second a également été député fédéral durant les années 1990, puis deux fois député de l'Assemblée provinciale du Baloutchistan, de 2002 à 2007 puis depuis 2013.
Mohammad a une formation d'économiste, profession pour laquelle il a consacré la majeure partie de sa vie. Il a étudié à la Jamia Millia Islamia à Delhi, puis au Forman Christian College de Lahore et enfin à l'université Harvard. De retour au Pakistan, il devient en 1960 maitre de conférences à l'université du Balouchistan.

## Carrière politique
À la suite des élections législatives du 11 mai 2013, le parti politique de Mohammad, le Pashtunkhwa Milli Awami (PMAP), réalise une bonne performance dans le nord de la province du Baloutchistan. Il décroche quatre sièges de députés fédéraux et surtout quatorze députés à l'Assemblée provinciale du Baloutchistan, soit 20 % des sièges. 
Le parti vainqueur au niveau national et au niveau du Baloutchistan, la Ligue musulmane du Pakistan (N), entame alors des négociations en faveur de la formation d'une coalition pour le gouvernement provincial. Les accords sont conclus le 4 juin à Murree et prévoient le partage précis du pouvoir entre les trois principaux partis politiques de l'Assemblée provinciale. Le poste de gouverneur revient alors au PMAP, tandis que le poste de ministre en chef sera partagé par les deux autres partis. Le 11 juin 2013, Mohammad Khan Achakzai est formellement nommé gouverneur de la province par le président Asif Ali Zardari « sur le conseil du Premier ministre » Nawaz Sharif, selon les termes de la Constitution.